# Onthophagus oklahomensis
Onthophagus oklahomensis är en skalbaggsart som beskrevs av Brown 1927. Onthophagus oklahomensis ingår i släktet Onthophagus och familjen bladhorningar. Inga underarter finns listade i Catalogue of Life.